# Buccinum verkruezeni
Buccinum verkruezeni is een slakkensoort uit de familie van de Buccinidae. De wetenschappelijke naam van de soort is voor het eerst geldig gepubliceerd in 1882 door Kobelt.